# Lipocarpha rehmannii
Lipocarpha rehmannii là loài thực vật có hoa trong họ Cói. Loài này được (Ridl.) Goetgh. mô tả khoa học đầu tiên năm 1989.